# Simon Niepmann
Simon Niepmann, né le 2 août 1985 à Lörrach, en Allemagne, est un rameur suisse. Il est notamment champion d'Europe et du monde en 2013 et en 2014 dans l'épreuve du deux sans barreur poids léger avec Lucas Tramèr.  Il obtient une médaille d'or en quatre sans barreur poids légers aux Jeux olympiques d'été de 2016 avec Simon Schürch, Mario Gyr et Lucas Tramèr.

## Carrière
Simon Niepmann est médaillé de bronze aux championnats d'Europe d'aviron 2010 dans l'épreuve du quatre sans barreur poids légers ainsi que 8e aux Championnats du monde d'aviron 2010 et 6e aux Championnats du monde d'aviron 2011 dans la même catégorie. Il participe aux Jeux olympiques d'été de 2012 dans la catégorie quatre sans barreur poids légers avec Mario Gyr, Lucas Tramèr et Simon Schürch où il obtient diplôme olympique en se classant 5e. En 2013, il est champion d'Europe à Séville (Espagne) et champion du monde à Chungju (Corée du Sud) dans l'épreuve du deux sans barreur poids léger avec Lucas Tramèr. Les deux rameurs conservent leurs titres européen et mondial en 2014, respectivement à Belgrade et Amsterdam,.  Il participe également aux Jeux olympiques d'été de 2016 en quatre sans barreur poids légers avec Simon Schürch, Mario Gyr et Lucas Tramèr où il obtient une médaille d'or.